# Prästskatens naturreservat
Prästskatens naturreservat är ett naturreservat i Norrtälje kommun i Stockholms län.
Området är naturskyddat sedan 2020 och är 6,6 hektar stort. Naturreservatet ligger på en udde i Singöfjärden och består av blandskogen med gamla och grova tallar och ekar.